# إلكترونيات حيوية
الإلكترونيات الحيوية أو الحياتية أو الانتقال الحيوي للإلكترونات أو أكسدة حيوية(بالإنجليزية: Bioelectronics)‏ وهو تطبيق علم الالكترونيات في علم الاحياء الطبي في مجال التكنولوجيا الحيوية مثل الرعاية الصحية، وتنظيم ضربات القلب في القلب، السكر في الدم والتصوير بالرنين المغناطيسي. وسيتكون جيل مقبل من تكنولوجيا الرعاية الصحية بسبب التقدم بالإلكترونيات الأحيائية، وهو متعدد الاختصاصات ويعتمد على الإلكترونيات والهندسة الكهربائية، والبيولوجيا والفيزياء والكيمياء وعلم المواد.
وينتج من اندماج هذه المجالات المتنوعة، وسوف تحدث ثورة في مجال الإلكترونيات الأحيائية، في قياس وفهم الأنظمة البيولوجية.ان هذه النقلة النوعية سيكون لها تأثير هائل في مجال تحسين الجودة وخفض تكاليف الرعاية الصحية وسيمكن أيضا إلى بيئة أنظف وتعزيز الأمن القومي.